# Ashley McIsaac
Ashley MacIsaac Dwayne (Creignish, 24 febbraio 1975) è un violinista, cantautore e compositore canadese, dell'Isola del Capo Bretone.

## Biografia
Il suo primo album Hi™ How Are You Today? (contenente il singolo Sleepy Maggie cantato in lingua gaelica scozzese da Mary Jane Lamond) è stato pubblicato nel 1995. Nel 2003 MacIsaac ha pubblicato la sua autobiografia intitolata Fiddling with Disaster.

## Discografia

### Album
| Anno | Album                                                 | Posizioni più alte in classifica | Posizioni più alte in classifica | Posizioni più alte in classifica | CRIA       |
| Anno | Album                                                 | CAN                              | CAN Country                      | US Heat                          | CRIA       |
| ---- | ----------------------------------------------------- | -------------------------------- | -------------------------------- | -------------------------------- | ---------- |
| 1992 | Close to the Floor                                    | 71                               | 10                               |                                  |            |
| 1993 | A Cape Breton Christmas (Ashley MacIsaac and Friends) |                                  |                                  |                                  |            |
| 1995 | Hi™ How Are You Today?                                | 9                                |                                  | 20                               | 2× Platino |
| 1996 | Fine®, Thank You Very Much                            | 24                               |                                  |                                  |            |
| 1999 | Helter's Celtic                                       |                                  |                                  |                                  |            |
| 2001 | capebretonfiddlemusicNOTCALM (con Howie MacDonald)    |                                  |                                  |                                  |            |
| 2003 | Ashley MacIsaac                                       |                                  |                                  |                                  |            |
| 2004 | Live at the Savoy                                     |                                  |                                  |                                  |            |
| 2005 | Fiddle Music 101 (con Dave MacIsaac)                  |                                  |                                  |                                  |            |
| 2006 | Pride                                                 |                                  |                                  |                                  |            |
| 2008 | The Best of Ashley MacIsaac                           |                                  |                                  |                                  |            |

### Singoli
| Anno | Singolo                            | Posizioni più alte in classifica | Posizioni più alte in classifica | Posizioni più alte in classifica | Posizioni più alte in classifica | Posizioni più alte in classifica | Posizioni più alte in classifica | Album                                 |
| Anno | Singolo                            | CAN AC                           | CAN Dance                        | CAN                              | US Adult                         | US Dance                         | US                               | Album                                 |
| ---- | ---------------------------------- | -------------------------------- | -------------------------------- | -------------------------------- | -------------------------------- | -------------------------------- | -------------------------------- | ------------------------------------- |
| 1995 | "The Square Dance Song" (con BKS)  |                                  | 18                               |                                  |                                  |                                  |                                  | Solo singolo                          |
| 1995 | "Sleepy Maggie"                    | 42                               | 15                               | 13                               |                                  | 29                               | 102                              | Hi™ How Are You Today?                |
| 1996 | "Devil in the Kitchen"             | 47                               |                                  | 53                               |                                  |                                  |                                  | Hi™ How Are You Today?                |
| 1997 | "Brenda Stubbert"                  |                                  |                                  |                                  |                                  |                                  |                                  | Hi™ How Are You Today?                |
| 1998 | "Great Divide" (con Bruce Hornsby) | 43                               |                                  |                                  | 33                               |                                  |                                  | Spirit Trail (album di Bruce Hornsby) |

## Filmografia
- Il giardino dei ricordi (The Hanging Garden) - Basil, musicista al matrimonio (1997)
- Power Play - se stesso (un episodio, 1999)
- New Waterford Girl - violinista locale (1999)
- Nabbie no koi - Ashley O'Connor (1999)
- Marion Bridge - Mickey (2002)
- Life and Times - se stesso (un episodio, 2005)
- Through the Times - se stesso alla Taverna Doryman (Cheticamp,NS)